# Aparhant
Aparhant ist eine ungarische Gemeinde im Kreis Bonyhád im Komitat Tolna. Die Gemeinde entstand 1940 durch den Zusammenschluss der Orte Apar und Hant.

## Geografische Lage
Aparhant liegt gut sieben Kilometer nordwestlich der Kreisstadt Bonyhád und fünf Kilometer nördlich der Stadt Nagymányok. Nachbargemeinden sind Mucsfa und Majos, ein Stadtteil von Bonyhád.

## Geschichte
Im Jahr 1913 gab es in der damaligen Kleingemeinde Apar 137 Häuser und 771 Einwohner auf einer Fläche von 2067 Katastraljochen und in der Kleingemeinde Hant 89 Häuser und 428 Einwohner auf einer Fläche von 1009 Katastraljochen. Sie gehörten zu dieser Zeit zum Bezirk Völgység im Komitat Tolna. Die heutige Gemeinde Aparhant entstand 1940 durch den Zusammenschluss der Orte Apar und Hant.

## Gemeindepartnerschaften
- Bancu, Rumänien
- Debraď, Slowakei

## Sehenswürdigkeiten
- Kalvarienberge
- Nepomuki.Szent-János-Statue, in einer kleinen Kapelle
- Römisch-katholische Kirche Szent Mihály arkangyal, erbaut 1810, im Ortsteil Hant
- Römisch-katholische Kirche Szent Bertalan, ursprünglich im 15. Jahrhundert erbaut, 1758–1785 erweitert und um 1840 erneuert,  im Ortsteil Apar
- Römisch-katholische Kapelle Szent Vendel, erbaut 1903

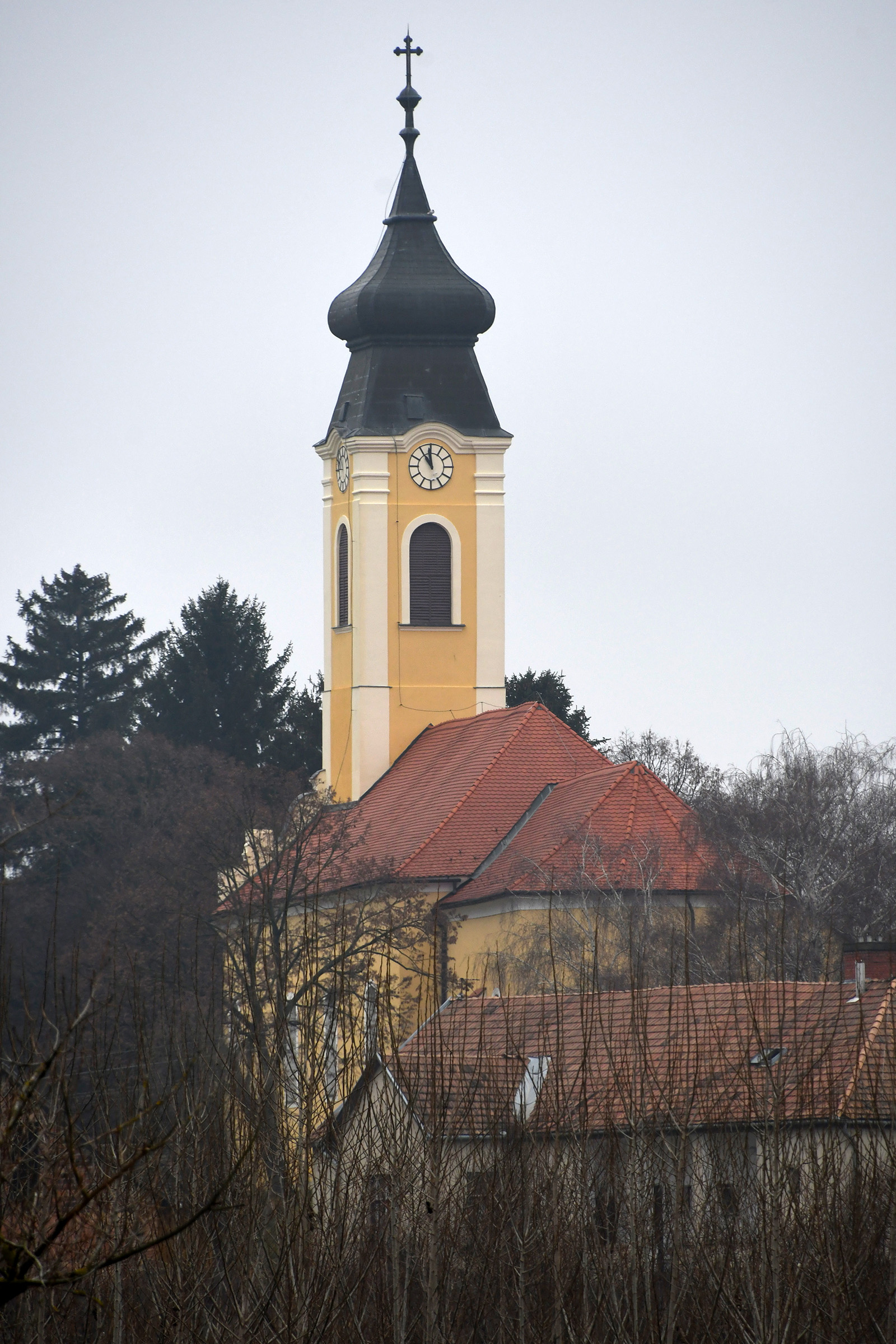
Kirche Szent Bertalan
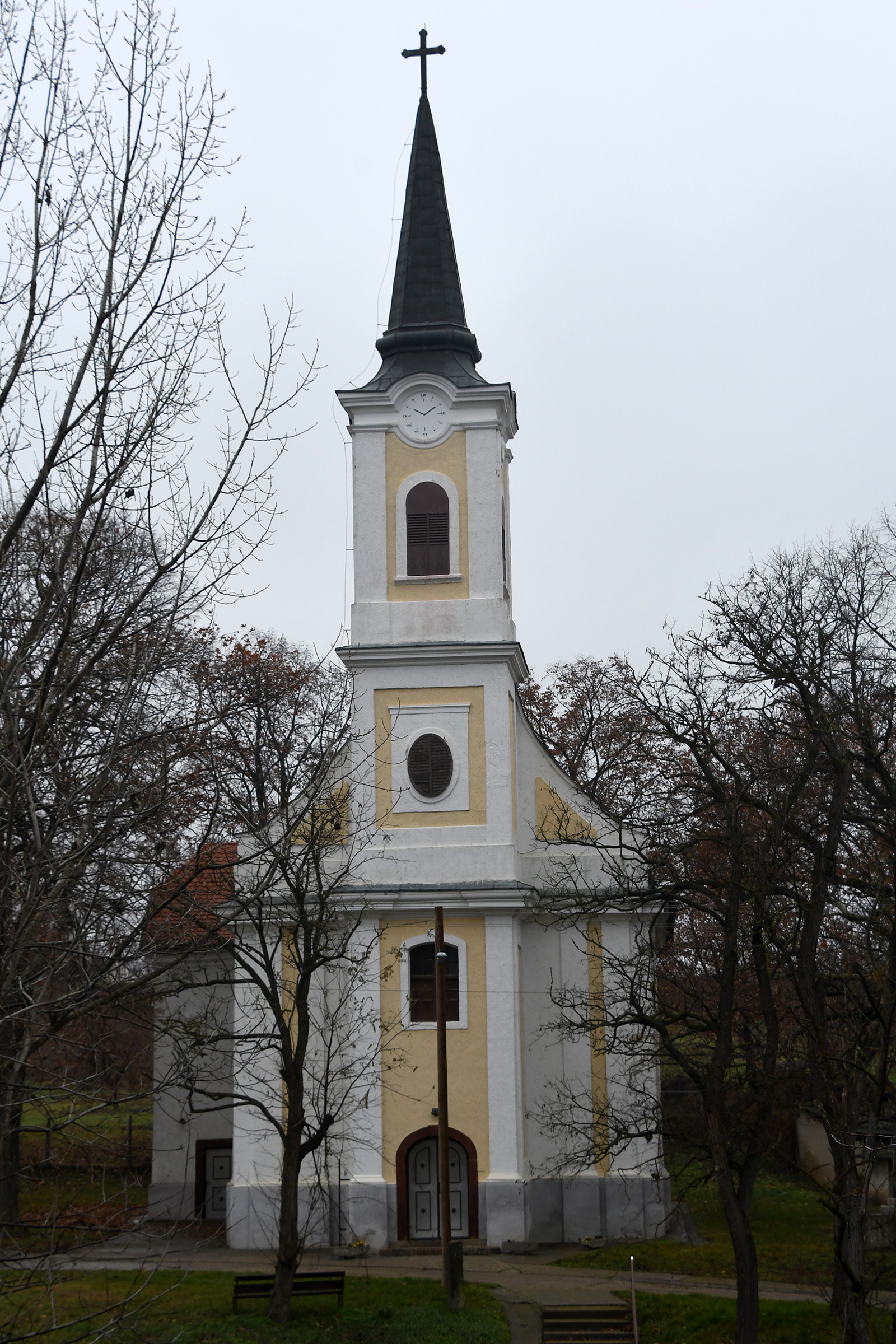
Kirche Szent Mihály arkangyal
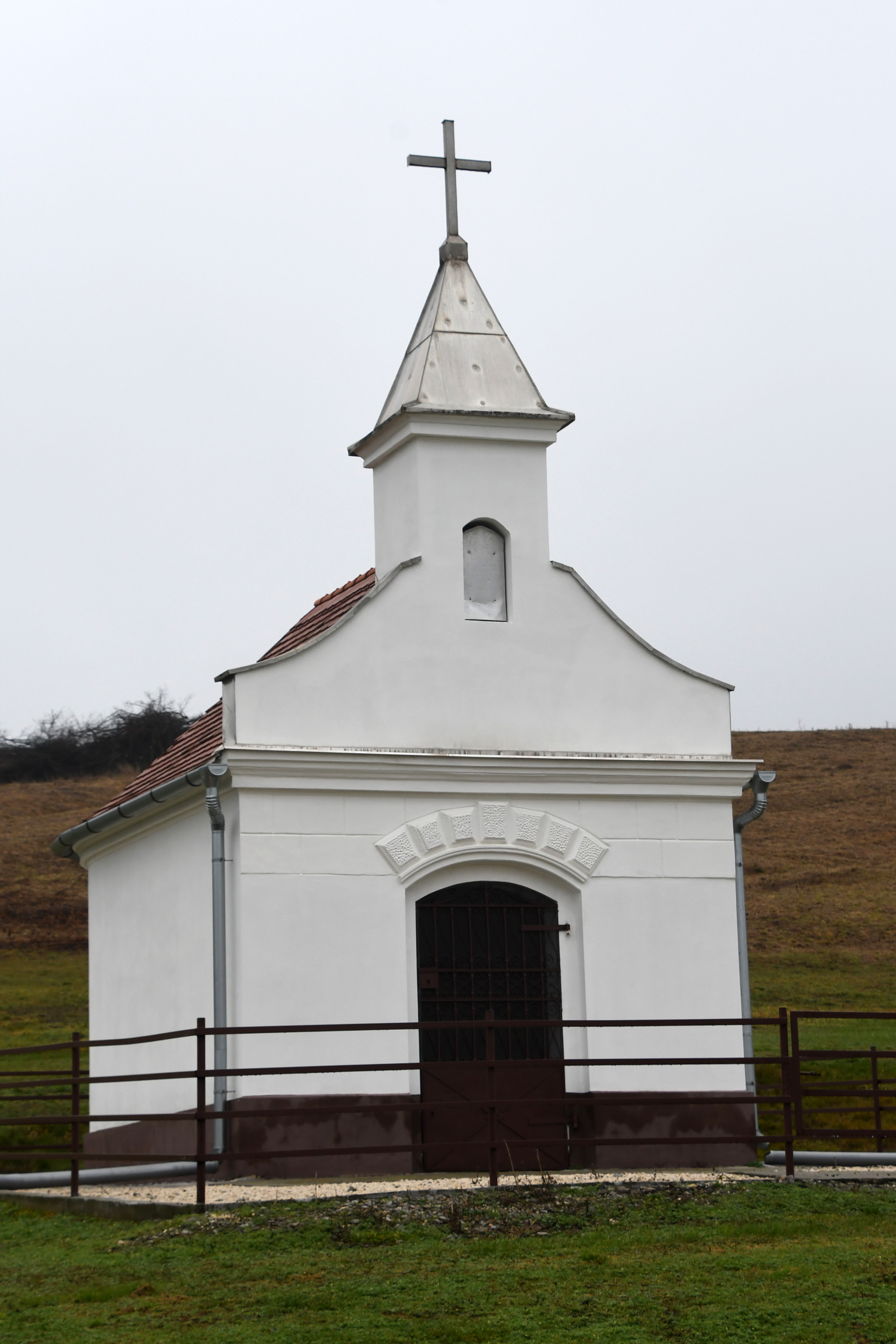
Kapelle Szent Vendel
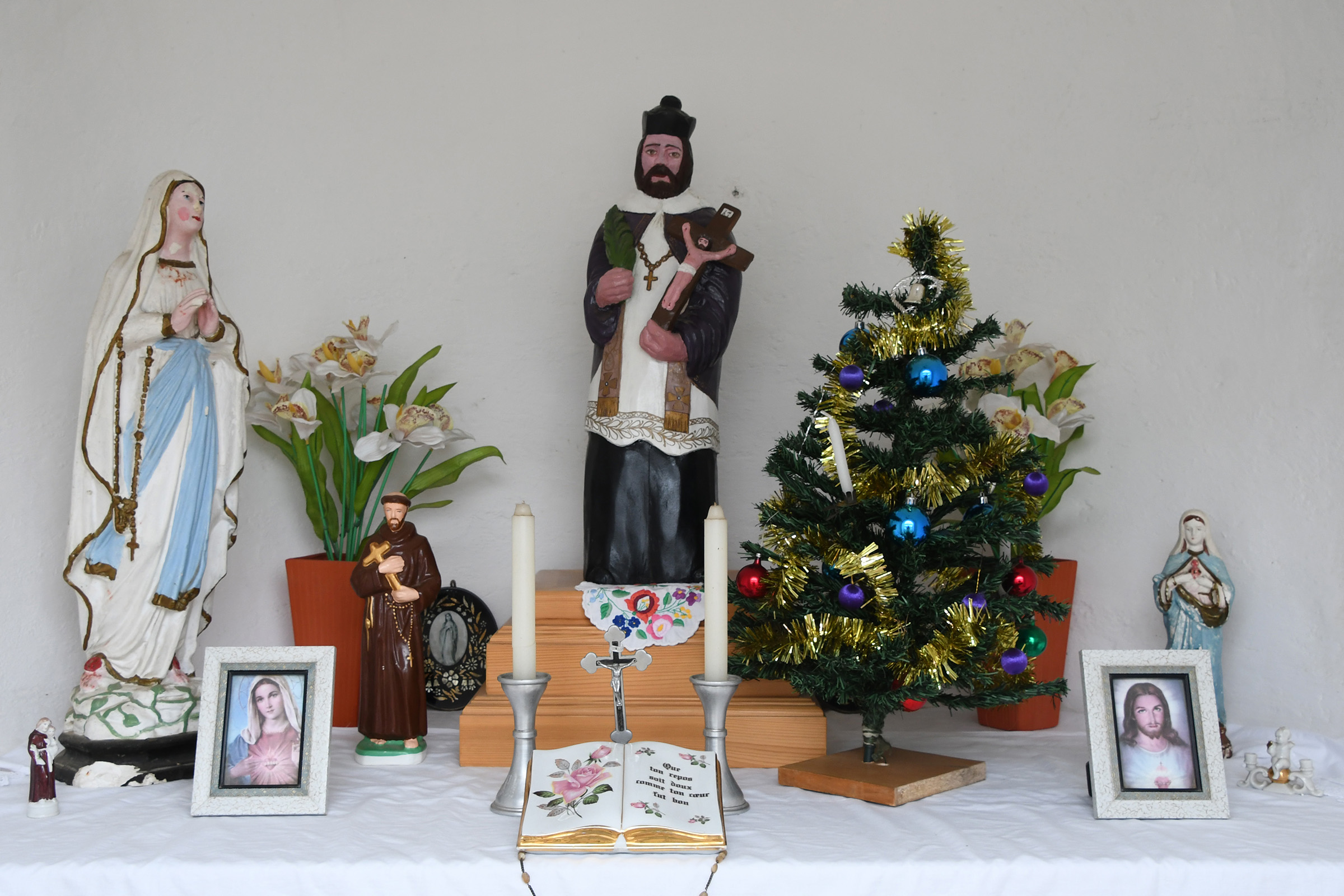
Nepomuki.Szent-János-Statue

## Verkehr
Durch Aparhant verläuft die Landstraße Nr. 6538. Es bestehen Busverbindungen nach Bonyhád sowie über Mucsfa und Kisvejke nach Lengyel und Závod. Der nächstgelegene Bahnhof befindet sich in Nagymányok.